# 拉昔敏哈斯
拉昔敏哈斯少尉(1951年2月17日—1971年8月20日）是一名巴基斯坦空军的飞行员。拉昔敏哈斯是唯一一位获得最高英勇勋章——“尼山·海德爾”勳章的巴基斯坦空軍飛行員。他也是迄今為止获得这一奖项的最年轻和任职时间最短的巴基斯坦士兵。
在1971年8月的例行训练任务中，拉昔敏哈斯和試圖搶奪他的飛機進行叛逃行動（支援孟加拉國解放戰爭）的上級馬圖爾·拉曼展開了搏鬥，最終飛機在信德省特達縣墜毀。他在這次墜機事故中遇難後，被軍方追授“尼山·海德爾”勳章（巴基斯坦軍隊的最高榮譽）。